# USS Darter (SS-576)
USS Darter (SS-576) – amerykański unikatowy okręt podwodny stanowiący ulepszoną odmianę okrętów typu Tang, wyposażony m.in. w system kontroli używający konsoli operatorskiej.